# Tina K.
Tina K. (* 1984 in Berlin) ist eine deutsche, in Berlin lebende Opfervertreterin. Sie ist die acht Jahre ältere Schwester des Opfers Jonny K. und engagiert sich seit dem gewaltsamen Tod ihres Bruders gegen Gewalt und für Gewaltprävention ein.

## Aktivitäten
Sie trat u. a. in den Fernseh-Talkshows Anne Will und Maybrit Illner auf und hielt Vorträge in Bildungseinrichtungen zum Thema Jugendgewalt. Zudem gründete sie den Verein I Am Jonny e. V., der sich gegen jede Ausgrenzung, insbesondere unter Jugendlichen, wendet. Für ihr Engagement erhielt sie 2012 den Medienpreis Bambi für Zivilcourage und 2014 den Verdienstorden des Landes Berlin.
Von 2012 bis 2018 hat Tina K. mit I Am Jonny e.V. 265 Schulklassen besucht, daraufhin wurde im Oktober 2018 das I Am Jonny Courage Schulnetzwerk gegründet. Ziel ist es, dass jede Oberschule in Berlin IAJ Courage Teams hat und dass die Klassen- und Schulsprecher in Zivilcourage, Anti Mobbing und Persönlichkeitsentwicklung geschult werden. Für ein positives gemeinschaftliches Leitbild stehen ist ein weiterer Fokus des IAJ Courageschulnetzwerkes. Der Landesschülerausschuss Berlin ist Kooperationspartner und unterstützt das Projekt.

## Auszeichnungen
- 2012: Bambi in der Kategorie Zivilcourage
- 2014:  Verdienstorden des Landes Berlin